# Andrej Hermlin

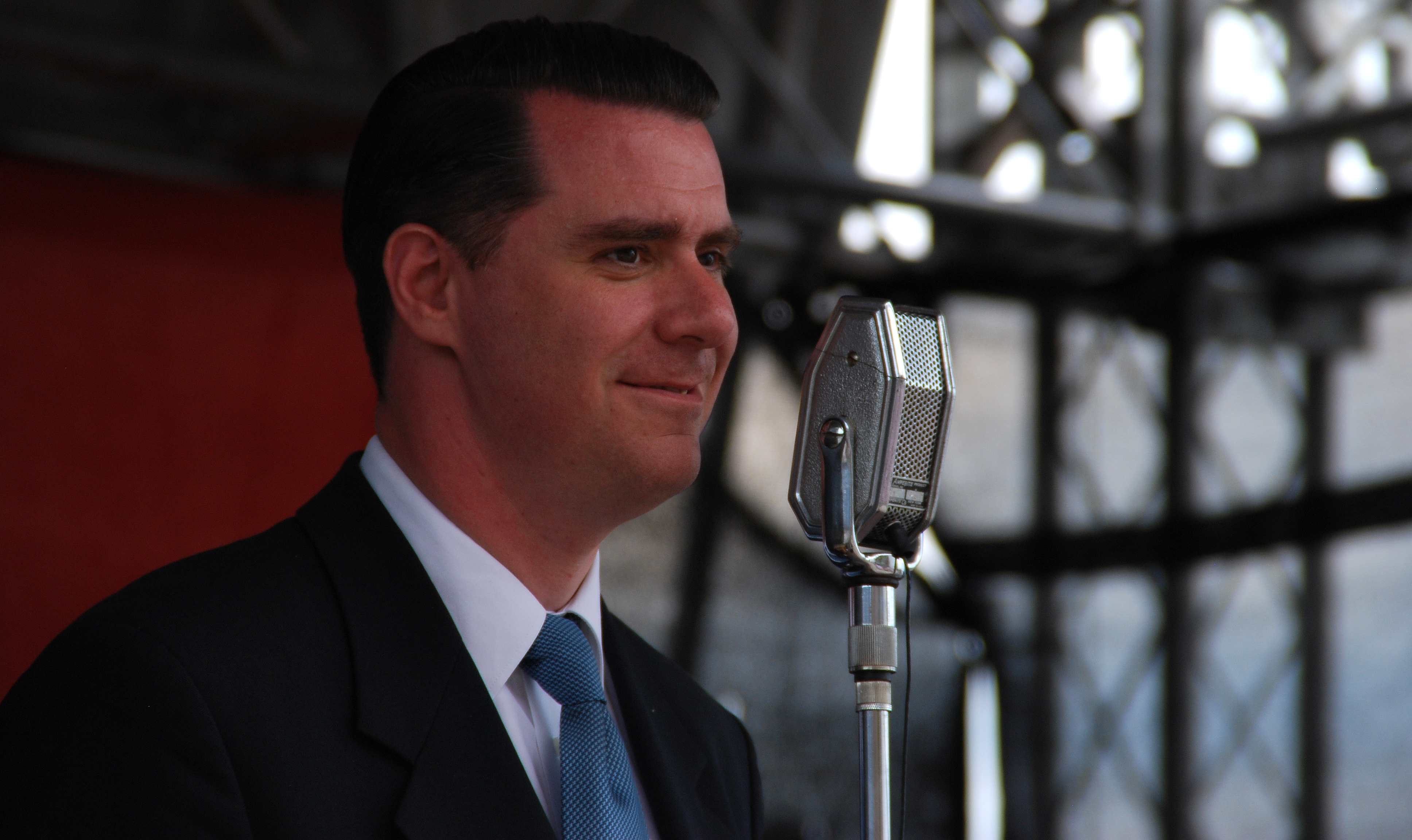
Andrej Hermlin, 2012

Andrej Hermlin (* 21. September 1965 in Ost-Berlin) ist ein deutscher Pianist und Bandleader des Swing Dance Orchestra. Er war Mitglied des Berliner Landesvorstands der PDS und engagierte sich in der Partei Die Linke, aus der er 2023 wegen von ihm als antisemitisch bewerteter Tendenzen während des Kriegs in Israel und Gaza austrat.

## Leben

### Kindheit und Jugend
Hermlin ist der Sohn des Schriftstellers und Holocaust-Überlebenden Stephan Hermlin und der aus Russland stammenden Germanistin Irina Belokonewa (* 1935) und wuchs zweisprachig auf. Aufgrund seiner jüdischen Herkunft war er in der DDR in Schule und Militär antisemitischen Ressentiments ausgesetzt. Im Herbst 1987 absolvierte er wie alle männlichen Studenten in der DDR einen fünfwöchigen Reserveoffizierslehrgang der Nationalen Volksarmee in Seligenstädt. Er verließ den Lehrgang als einfacher Soldat, nachdem er sich geweigert hatte, die Verpflichtungserklärung zum Offizier zu unterschreiben.

### Musiker
Mit sieben Jahren erhielt er den ersten Klavierunterricht. Nach dem Abitur auf der Carl-von-Ossietzky-Oberschule in Berlin-Pankow studierte er von 1986 bis 1990 an der Hochschule für Musik „Hanns Eisler“ Berlin Klavier. Den von ihm gespielten Stil des Swings erlernte er autodidaktisch. 1986 gründete er die Swing Dance Band, aus der 1995 das Swing Dance Orchestra entstand, bei dem er seitdem als Bandleader fungiert. Mit dieser Formation veröffentlichte er bisher mehr als zehn Alben und trat mit ihr regelmäßig national und international auf. Neben dieser Big Band gründete er auch eine kleinere Formation mit dem Namen The Swingin’ Hermlins.

### Politisches und gesellschaftliches Engagement

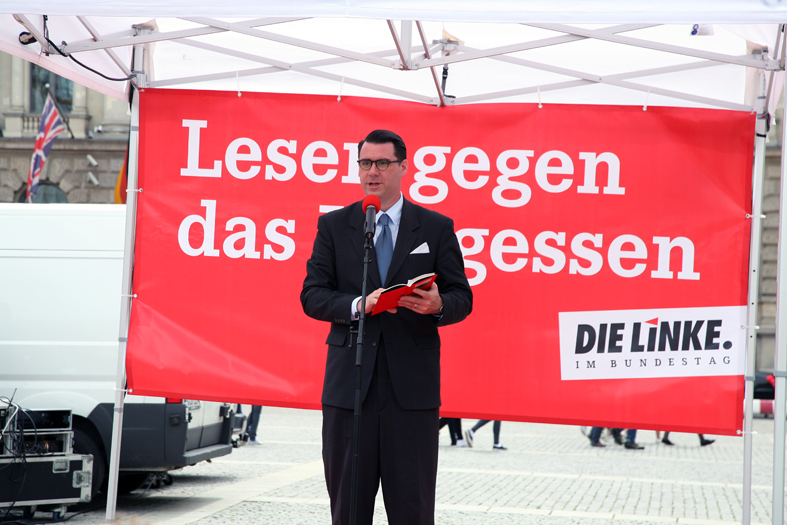
Hermlin bei der NS-Gedenkveranstaltung Lesen gegen das Vergessen der Linken (2012)

Hermlin trat im Februar 1990 aufgrund der Reformen in der Partei und als Anhänger Gorbatschows in die PDS ein. Zeitweilig war er Mitglied des Berliner Landesvorstandes der PDS und Kandidat für das Abgeordnetenhaus. Seit der Bildung der Partei Die Linke war er dort Mitglied und trat regelmäßig auf deren Veranstaltungen auf. In der Jüdischen Allgemeinen kritisierte er wiederholt linken Antisemitismus.
Im Oktober 2023 trat er aus der Linkspartei aus. Grund dafür sei die Erklärung des Parteivorstands zum Terrorangriff der Hamas auf Israel, in der Israel eine Mitschuld an dem Angriff zugewiesen werde. Nach dem Linkspartei-Bundesparteitag 2025 in Chemnitz kritisierte er diese Partei in der Jüdischen Allgemeinen: „Israel das Existenzrecht abzusprechen, sei fortan für die Linke nicht mehr zwangsläufig antisemitisch.“
Mit Bei mir bist du scheen entwarf Hermlin eigens ein Programm von Swing-Stücken jüdischer Musiker, um gegen Antisemitismus zu protestieren. Hermlin ist Mitglied des beratenden Kuratoriums im Centrum Judaicum Berlin. 2018 unterstützte er die Grundsatzerklärung zur Bekämpfung von Antisemitismus des Jüdischen Forums für Demokratie und gegen Antisemitismus.
Über die Musik hinaus bekannt wurde Hermlin, als er nach der Präsidentschaftswahl in Kenia 2008 dort wegen Terrorverdachts inhaftiert wurde. Er hatte zuvor die Demokratiebewegung und den Kandidaten Raila Odinga unterstützt, mit dem er befreundet ist. In dem 130 Kilometer von Nairobi entfernten Dorf Thumaita hat er mit seiner Frau Joyce ein Haus im Art-déco-Stil gebaut. Er engagiert sich in der Gemeinde, hat das Dorf verkabeln, Straßenlaternen errichten lassen und die Müllabfuhr organisiert.
Wegen seines Interesses an historischer Fliegerei unterstützte er 2007 ein Volksbegehren der Berliner CDU zur Offenhaltung des Flughafens Tempelhof. 

### Familie

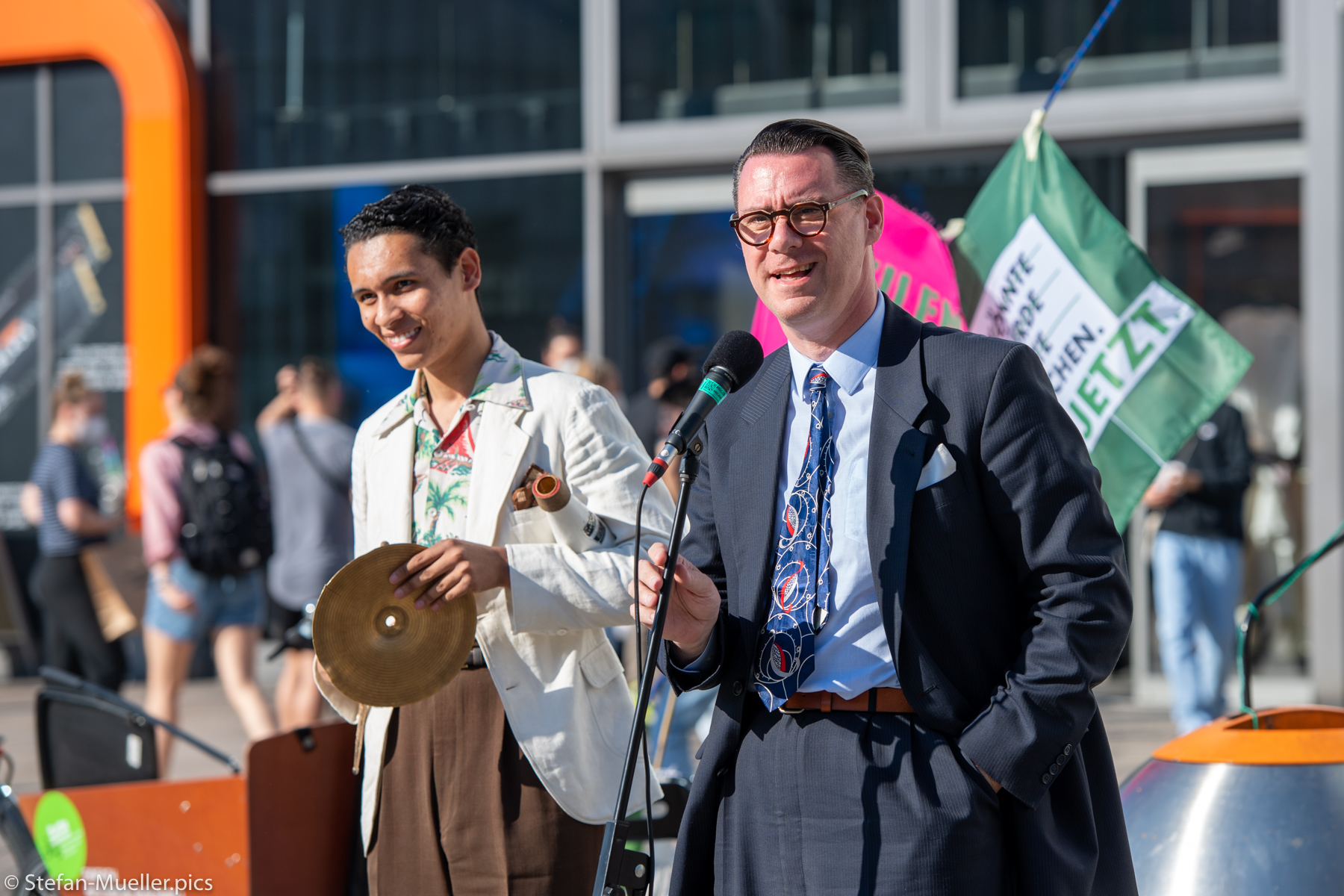
Hermlin mit seinem Sohn David beim Klimamontag in Berlin (2021)

Hermlin und seine Frau Joyce haben zwei Kinder. Sein Sohn David Hermlin (* 2000) und seine Tochter Rachel Hermlin (* 2003) treten als Sänger und Tänzer mit dem Orchester ihres Vaters auf, David Hermlin auch als Schlagzeuger. Hermlin lebt in Berlin-Niederschönhausen in dem Haus, in dem sein Vater gelebt hatte und in dem er aufgewachsen ist.